# АФК Аякс
Вижте пояснителната страница за други значения на Аякс.
АФК Аякс (на нидерландски: AFC Ajax) е нидерландски футболен клуб от град Амстердам.
Той е сред най-престижните европейски футболни отбори, роден клуб на редица известни футболисти. Това е един от доминиращите отбори в Ередивиси, заедно с ПСВ Айндховен и Фейенорд. Аякс е един от петте отбора, които имат право да пазят Купата на Европейските шампиони. Те са нейни носители три пъти подред през периода 1971 – 1973. През сезон 1971 – 1972 те постигат Требъл печелейки Ередивиси, КЕШ и Купата на Нидерландия.

## История
Клубът е основан през 1900 г. от Флорис Стемпел, Карел Реезер и братята Хан и Йохан Даде. През първите 10 години от историята си Аякс играе във втора нидерландска дивизия до 1911 г., когато под ръководството на треньора Джак Кируан печели промоция. През 1914 година обаче отборът изпада отново и въпреки че печели титлата във втора дивизия през 1915 и 1916 година, трябва да чакат до 1917 г. докато отново заиграят в първа дивизия. Скоро идва и първата титла в първенството, през 1918, под ръководството на Джак Рейнолдс, новия треньор поел отбора през 1915. През 1919 година отборът печели повторно шампионата, този път непобеден. През 20-те години отборът се представя добре, печелейки титлата в западното първенство на Нидерландия пред 1921, 1927 и 1928, но през 30-те настъпва период от успехи които утвърждават клуба като един от най-силните в Нидерландия. Аякс печели регионалната титла 6 пъти (1931, 1932, 1934 1935, 1937, 1939) както и 5 национални шампионата (1931, 1932, 1934, 1937, 1939). Заформя се и съперничеството с Фейенорд, друг отбор постигащ съществени успехи по това време. През 30-те години Аякс също започва да играе на легендарния стадион Де Меер на който те остава до 1996 когато се мести на новопостроения Амстердам Арена (дотогава Аякс играе мачове и на Олимпийския стадион в Амстердам). Джак Рейнолдс остава начело на отбора до 1940 година (с изключение на няколко кратки периоди през които клуба е под ръководството на други треньори). След неговото напускане Аякс минава през период на реконструкция. Голяма част от ядрото на отбора си отива, пристигат нови футболисти като Ге ван Дайк, Ринус Микелс и Кор ван дер Харт. През това десетилетие Аякс печели Купата на Нидерландия през 1943, финишира втори в първенството през 1947 и става шампион през следващата година. През 1950 стават регионални шампиони, въпреки че не печелят националното първенство. Този сезон се запомня с невероятната загуба от Хееренвеен (5 – 6 след като Аякс води с 5 – 1). До въвеждането на професионален футбол в Нидерландия Аякс печели още една титла в регионалното първенство през 1952 и става втори през 1954.
Когато професионалният футбол е въведен в Нидерландия през 1955, Аякс е далеч от класата на най-добрите в Европа. Това проличава в мача им с унгарския Вашаш от когото те губят с 4 – 0 в Унгария. Следват и други Европейски провали, през 1960 аматьорите от норвежкия ФК Фредрикста елиминират Аякс, както и отбора на Дожа Уйпещ, който ги изхвърля от КНК през 1961. На домашната сцена Аякс се представя сравнително по добре, печелейки първото издание на нидерландското Ередивизи през 1957. През 1960 те повтарят успеха си. Тогава се стига до плейоф с Фейенорд след като двата отбора завършват с равен брой точки. Аякс печели с 5 – 1 с хеттрик на нападателя Вим Блайенберг. Блайенберг обаче не е тогавашният голмайстор на отбора, превъзхождан от Хенк Гроот който успява да вкара 100 гола за 5-годишния си престой в Аякс.

## Състав

### Настоящ състав
Към 9 юли 2025 г.

## Успехи
Национални:
- Първи клас (до 1955) / Висша дивизия (след 1956)-Ередивиси:
  -  Шампион (36, рекорд): 1917/18, 1918/19, 1930/31, 1931/32, 1933/34, 1936/37, 1938/39, 1946/47, 1956/57, 1959/60, 1965/66, 1966/67, 1967/68, 1969/70, 1971/72, 1972/73, 1976/77, 1978/79, 1979/80, 1981/82, 1982/83, 1984/85, 1989/90, 1993/94, 1994/95, 1995/96, 1997/98, 2001/02, 2003/04, 2010/11, 2011/12, 2012/13, 2013/14, 2018/19, 2019/20, 2020/21, 2021/22
- Купа на Нидерландия:
  -  Носител (20, рекорд): 1916/17, 1942/43, 1960/61, 1966/67, 1969/70, 1970/71, 1971/72, 1978/79, 1982/83, 1985/86, 1986/87, 1992/93, 1997/98, 1998/99, 2001/02, 2005/06, 2006/07, 2009/10, 2018/19, 2020/21
- Суперкупа на Нидерландия:
  -  Носител (9): 1993, 1994, 1995, 2002, 2005, 2006, 2007, 2013, 2019

Международни:
- Шампионска лига (КЕШ):
  -  Носител (4): 1971, 1972, 1973, 1995.
- Купа на носителите на купи (КНК):
  -  Носител (1): 1987.
- Купа на УЕФА/ Лига Европа:
  -  Носител (1): 1992.
- Интертото:
  -  Носител (2): 1961, 1968.
- Междуконтинентална купа:
  -  Носител (2): 1972, 1995.
- Суперкупа на Европа:
  -  Носител (2): 1973, 1995.

## Известни футболисти
Известни играчи, играли за „Аякс“:
- Луис Суарес
- Франк Арнесен
- Бени Маккарти
- Марко ван Бастен
- Денис Бергкамп
- Хорст Бланкенбург
- Дани Блинд
- Кристиан Киву
- Йохан Кройф
- Едгар Давидс
- Франк де Бур
- Роналд де Бур
- Дик ван Дайк
- Финиди Джордж
- Нванкво Кану
- Вим Йонк
- Бари Хулсхоф
- Златан Ибрахимович
- Питер Кайзер
- Вим Кейфт
- Патрик Клуйверт
- Роналд Куман
- Рууд Крол
- Бриан Лаудруп
- Михаел Лаудруп
- Сьорен Лербю
- Уйнстън Богард
- Йеспер Грьонкяер
- Тчу ла Линг
- Яри Литманен
- Ринус Михелс
- Арнолд Мюрен
- Гери Мюрен
- Ян Мьолби
- Йохан Неескенс
- Йеспер Олсен
- Марк Овермарс
- Стефан Петерсон
- Стивън Пиенаар
- Джони Реп
- Райън Бабел
- Тим де Клер
- Франк Рейкард
- Едвин ван дер Сар
- Кларънс Сеедорф
- Уесли Снейдер
- Вим Сьорбиер
- Чак Сварт
- Рафаел ван дер Ваарт
- Хералд Ваненбург
- Велибор Васович
- Арон Винтер
- Ричард Вичге
- Ян Ваутерс
- Никос Махлас
- Михаел Райзигер
- Максуел